# Luis Adriano Piedrahíta Sandoval
Monsenhor Luis Adriano Piedrahíta Sandoval (Palmira, 7 de outubro de 1946 — Santa Marta, 11 de janeiro de 2021) foi prelado colombiano da Igreja Católica Romana. Serviu como bispo-auxiliar da Arquidiocese de Cali, de 1999 a 2007, depois como ordinário da Diocese de Apartadó, de 2007 a 2014, e, a partir de então, da Diocese de Santa Marta, até sua morte. Foi o primeiro bispo colombiano a sucumbir à pandemia de covid-19.

## Biografia
Nasceu em Palmira, Valle del Cauca, mas cresceu em Cali. Iniciou seus estudos no Colégio Franciscano Pio XII. Aos doze anos, entrou para o seminário menor da Arquidiocese de Cali, onde cursou o ensino secundário, e seguiu com os cursos de Filosofia e Teologia no Seminário Maior São Pedro Apóstolo na mesma cidade.
Foi ordenado presbítero em 29 de outubro de 1972, incardinando-se à Arquidiocese de Cali. Posteriormente, obteve licenciatura em Teologia Moral na Academia Alfonsiana da Pontifícia Universidade Lateranense de Roma.
Durante seu presbiterado, desempenhou, entre outros, os seguintes cargos em Cali: vigário da Paróquia Santa Ana (1972-1974); pároco da Paróquia Santa Infância (1977-1984); pároco da Paróquia São João Batista (1984-1986); pároco da Paróquia Imaculado Coração de Maria em Cali (1986-1992); e pároco da Paróquia Cristo Ressuscitado (1992-1999).
Também foi professor de Teologia no Seminário Maior Arquidiocesano (1979-1988), auditor do Tribunal Eclesiástico Regional (1981-1984), membro do Colégio de Consultores (1983-1988) e membro da equipe de formadores do Seminário Maior Arquidiocesano (1984-1986).
Em 19 de julho de 1999, o Papa João Paulo II nomeou-o bispo titular de Centenária  e auxiliar da Arquidiocese de Cali. Piedrahíta recebeu a sagração episcopal em 8 de setembro seguinte, na Catedral Metropolitana de Cali, do então arcebispo Isaías Duarte Cancino, tendo os bispos Héctor Luis Gutiérrez Pabón, de Chiquinquirá, e Edgar de Jesús García Gil, também auxiliar de Cali, como co-consagrantes.
Sete anos depois, em 3 de julho de 2007, Piedrahíta foi designado bispo da Diocese de Apartadó, vacante havia nove meses desde a morte de seu antecessor, Mons. Germán García Isaza, CM.
Em 5 de agosto de 2014, o Papa Francisco nomeou-o bispo da Diocese de Santa Marta em substituição ao Mons. Hugo Eugenio Puccini Banfi, que renunciava ao governo da mesma por atingir a idade-limite estabelecida pelo Direito Canônico. Piedrahíta tomou posse em 8 de outubro seguinte.
Monsenhor Piedrahíta destacava-se por ser defensor das causas humanitárias. Exortava seus fiéis a praticar a responsabilidade social e ambiental. A respeito da pandemia de covid-19, declarou:
Fala-se em achatar a curva de infecções pelo coronavírus. É preciso também aplainar a curva da pobreza, carência, desigualdades sociais, iniquidade, discriminação, polarização, indiferença, danos ambientais causados pela ambição no uso dos recursos naturais.
Todavia, Piedrahíta pereceu à pandemia de covid-19. Testou positivo para a doença em 20 de dezembro de 2020 e, dois dias depois, teve que ser internado urgentemente na Clínica Avidanti em Santa Marta. Sua condição de hipertenso era um agravante para seu tratamento. Enfim, em 11 de janeiro de 2021, após quase vinte dias de internação, veio a óbito, aos 74 anos de idade. Seu corpo foi cremado e suas cinzas depositadas na cripta da Catedral de Santa Marta. Sua missa exequial foi celebrada por Monsenhor Pablo Emiro Salas Anteliz, arcebispo de Arquidiocese de Barranquilla.